# (8248) Гурзуф
(8248) Гурзуф (лат. Gurzuf) — типичный астероид главного пояса, открыт 14 октября 1979 года советским астрономом Николаем Черных в Крымской астрофизической обсерватории и 24 января 2000 года назван в честь посёлка Гурзуф.

## Обнаружение и именование
(8248) Гурзуф
Открыт 14 октября 1979 года в Крымской астрофизической обсерватории Н. С. Черных.
Гурзуф — небольшой городок недалеко от Ялты на южном побережье Крыма, воспетый А. С. Пушкиным, посетившим его в 1820 году.
Оригинальный текст (англ.)8248 Gurzuf
Discovered 1979 Oct. 14 by N. S. Chernykh at the Crimean Astrophysical Observatory.
Gurzuf is small town near Yalta at the south coast of the Crimea, praised by A. S. Pushkin, who visited it in 1820.
Источники: 20000124/MPCPages.arc; M.P.C. 38198.

## Орбита

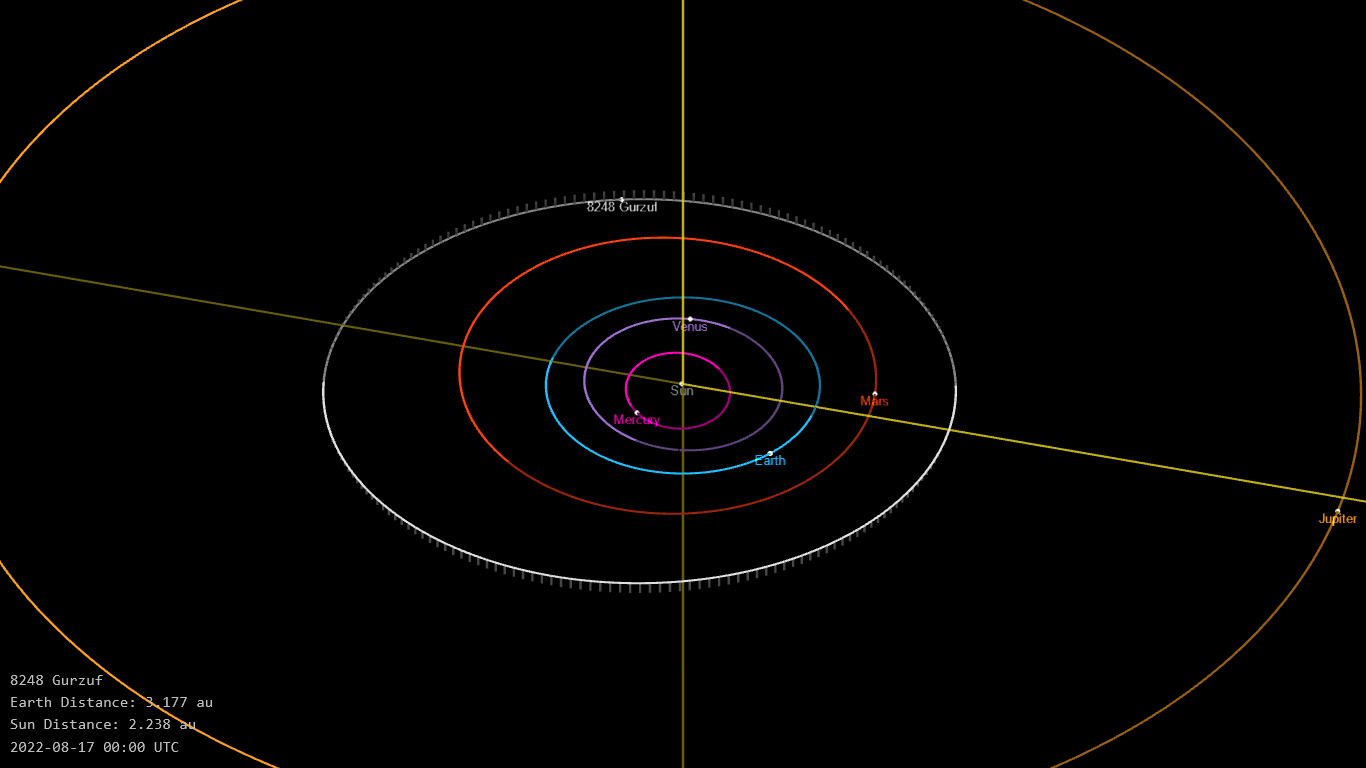
Орбита астероида Гурзуф и его положение в Солнечной системе

## Физические характеристики
Астероид относится к таксономическому классу S.
По результатам наблюдений в видимом и ближнем инфракрасном диапазоне космического телескопа NEOWISE диаметр астероида оценивался равным 3,442±0,484 км, 3,26±0,60 км и 3,223±0,814 км. Согласно тем же источникам альбедо оценивается как 0,2841±0,0723, 0,20±0,09, 0,0356±0,0239 и 0,284±0,072.